# 76P/West-Kohoutek-Ikemura
76P/West-Kohoutek-Ikemura è una cometa periodica del Sistema solare, appartenente alla famiglia delle comete gioviane.

## Storia della scoperta
La scoperta di questa cometa è stata una delle più travagliate:
- il 24 gennaio 1975 esce la circolare IAUC 2741[3] che riporta la scoperta da parte dell'astronomo danese Richard Martin West di una cometa in una lastra fotografica presa da Pizarro e Dominique Ballereau il 15 ottobre 1974 (ben 100 giorni prima): la cometa al momento della ripresa della lastra era situata nella costellazione della Fenice, di questa cometa si ha una sola posizione e non si è in grado pertanto di calcolarne un'orbita, il cui calcolo necessita sempre di almeno tre posizioni e tre tempi;
- il 31 gennaio 1975 esce la circolare IAUC 2742[4] dove West afferma che non si è sicuri della direzione del movimento della cometa indicata nella circolare IAUC 2741;
- il 25 febbraio 1975 esce la circolare IAUC 2751[5] che riporta che West è riuscito a calcolare due posizioni dalla lastra con la cometa, poiché West ha potuto misurare le coordinate della cometa alle due estremità della strisciata lasciata dalla cometa durante il tempo di posa, ma le due posizioni non permettono di calcolare l'orbita inoltre non si sa in quale delle due direzioni possibili si stava spostando la cometa. Da notare che fino a questo momento alla cometa non è stata attribuita alcuna sigla come usualmente viene fatto per ogni nuova cometa scoperta ma viene nominata solo con la dizione cometa West;
- il 28 febbraio 1975 esce la circolare IAUC 2752[6] che riporta la scoperta di una cometa nella costellazione del Toro da parte dell'astronomo ceco Luboš Kohoutek a cui è assegnata la sigla 1975b, scoperta il 9 febbraio 1975 e da lui riosservata il 27 febbraio 1975 nell'adiacente costellazione dell'Ariete;
- il 3 marzo 1975 esce la circolare IAUC 2754[7] in cui è scritto che la cometa osservata da Kohoutek il 27 febbraio 1975 è stata scoperta anche dall'astrofilo giapponese Toshihiko Ikemura il 1º marzo 1975 ma col moto inverso e che l'oggetto osservato da Kohoutek il 9 febbraio 1975 deve essere un altro oggetto: nella stessa circolare sono pubblicate anche le posizioni della cometa trovate esaminando lastre prese da altri osservatori il 28 febbraio 1975 e il 1º marzo 1975. A questo punto la situazione è che ci sarebbe una cometa scoperta da West, una scoperta da Kohoutek e Ikemura e una cometa osservata da Kohoutek che non corrisponde alle due precedenti. Sempre in questa circolare Kohoutek afferma che il senso del movimento dell'oggetto del 9 febbraio 1975 non è stato determinato;
- il 5 marzo 1975 esce la IAUC 2755[8] che riporta due comete, la 1975b e la 1975c, quest'ultima è la cometa scoperta da Kohoutek e Ikemura, la precedente è la cometa scoperta da Kohoutek il 9 febbraio 1975 di cui vengono fornite altre osservazioni: i due oggetti il 27 febbraio 1975 risultano distanti di oltre 25°;
- il 7 marzo 1975 esce la IAUC 2756[9] Brian Marsden comunica che le comete scoperte da West, Kohoutek e Ikemura sono in effetti un'unica cometa (1975b) con orbita ellittica, quindi periodica. L'oggetto osservato da Kohoutek il 9 febbraio 1975 (1975c) risulterà essere una cometa diversa, anch'essa periodica, denominata in seguito 75P/Kohoutek.

## Passato, presente e futuro
La circolare IAUC 2756 riporta che in base ai calcoli effettuati da Brian Marsden la cometa ha avuto nel marzo 1972 un incontro ravvicinato col pianeta Giove, i due corpi celesti sono passati a solo 0,01 U.A. di distanza, pari a circa 1.500.000 km, l'incontro ha cambiato la precedente orbita della cometa nell'attuale.
Nell'orbita attuale la cometa dà origine ad uno sciame meteorico sul pianeta Marte.
In futuro nuove perturbazioni planetarie, in particolare di Giove, cambieranno nuovamente la sua orbita: secondo l'astronomo russo Mikhail Maslov a partire da circa il 2074 essa darà origine a uno sciame meteorico sulla Terra, attorno all'11-12 dicembre, con radiante nella costellazione meridionale del Reticolo, con una velocità geocentrica relativamente bassa di circa 17,5 km/s.